# Gerd

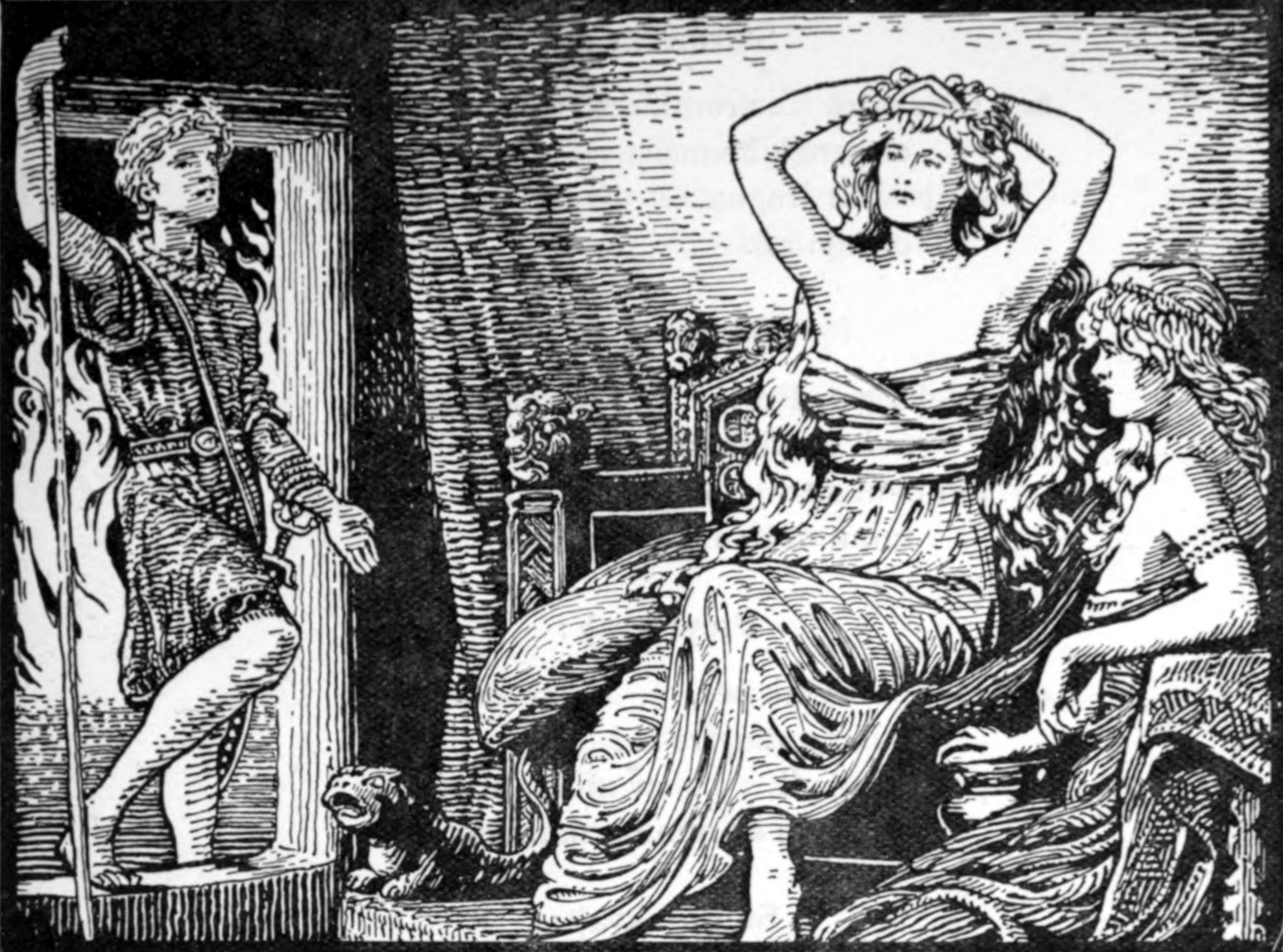
"Mesajul lui Skirnir pentru Gerd" (1908) de W. G. Collingwood.

În mitologia nordică, Gerd este o frumoasă gigantă, soția lui Freyr și fiica gigantului Gymir. Ea este o zeiță a pământului, personificarea solului fertil. Gerd nu dorea să se căsătorească cu Freyr și i-a refuzat toate cererile în căsătorie. Zeul l-a trimis la frumoasa gigantă pe mesagerul său, Skirnir
pentru a o peți, însă acesta nu reușește să o înduplece.
În cele din urmă Skirnir amenință că va folosi sabia lui Freyr care poate acoperi pământul cu gheață, iar giganta acceptă să îl întâlnească pe Freyr într-o pădure, apoi se căsătoresc.
Acest articol referitor la mitologia nordică  este deocamdată un ciot. Puteți ajuta Wikipedia prin completarea lui!